# Juan Vázquez Díez

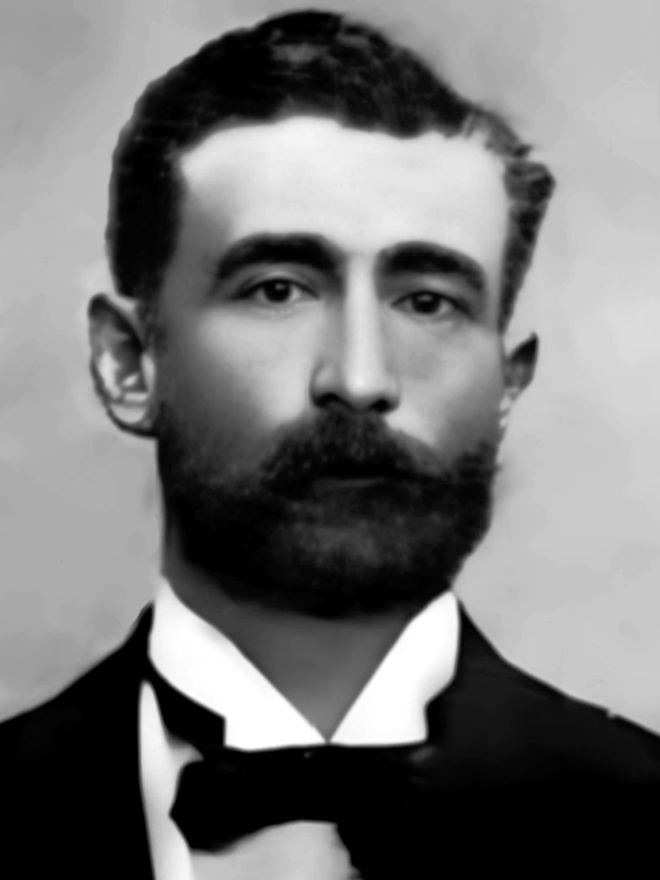
Juan Vázquez Diez.

Juan Vázquez Diez (Junín, ¿? - Buenos Aires, 23 de junio de 1906) fue un político argentino que ocupó el cargo de intendente del partido de Junín, Argentina en tres oportunidades a fines del siglo XIX.
Era descendiente del Mayor Don Roque Vázquez, pionero de Junín. Fue Juez de Paz e intendente en tres períodos: 1893 (en dos oportunidades) y 1894.
Falleció en la ciudad de Buenos Aires el 23 de junio de 1906.
En Junín lo recuerda una calle que lleva su nombre. Nace en Arias al 650 y se prolonga hacia el sudeste a través del barrio Prado Español, hasta la Avenida de Circunvalación Eva Perón.